# Educador social
L'educador o educadora social és un/a professional de l'educació que intervé en la realitat sociocultural per millorar-la i ajudar en l'emancipació de persones amb dificultats socials o en risc d'exclusió social. Aquesta figura sorgeix a finals dels anys 1980, solidificant-se durant la dècada dels noranta, com a resposta a la necessitat social d'una figura diferent de la del treballador social i del monitor. És de gran necessitat en la societat actual, ja que és mediador entre la població i l'Estat i la seva última fi és la de defensar els drets humans.
L'educador social desenvolupa accions d'intervenció i mediació socioeducativa en diferents escenaris, amb la finalitat de millorar la realitat de les persones amb les quals intervé. Per a això ha d'estar, romandre i acompanyar a les persones, acompanyar-les en el seu dolor, prestar-los el seu suport i el seu temps. L'educador social ha de posar-se en la pell de l'altra persona, endinsar-se al seu món i saber identificar les necessitats de cadascun, deixant que actuï lliurement mentre va formant la seva pròpia identitat i pren les regnes de la seva vida, sense despullar-ho mai de la seva capacitat de decidir per si mateix.
L'educador social treballa en els camps de l'educació no formal. Els àmbits en els quals exerceix la seva actuació professional, a escala local, regional, nacional i internacional, són:
- Desenvolupament comunitari i generació de xarxes socials.
- Animació sociocultural i gestió cultural.
- Intervenció socioeducativa en el context familiar, escolar i laboral.
- Educació per a l'oci i temps lliure.
- Intervenció socioeducativa en educació ciutadana (educació ambiental, salut, gènere, vial, intercultural, cooperació internacional, etc.)
- Educació d'adults i persones majors.
- Acció socioeducativa amb minories i grups socials desfavorits.

## Educació social a Espanya
La Diplomatura en Educació Social va ser establerta a Espanya pel Reial decret 1420/1991, de 30 d'agost, passant a convertir-se en Grau en Educació Social l'any 2012, segons les línies generals emanades de l'Espai Europeu d'Educació Superior (EEES). El Col·legi d'Educadores i Educadors Socials de Catalunya (CEESC) es va crear el 1996, essent el primer col·legi professional d'educació social existent a l'Estat espanyol. L'any 2006 es va fundar el Consell General de Col·legis d'Educadores i Educadors Socials (CGCEES), integrat pels col·legis professionals d'educadors socials establerts a totes les comunitats autònomes.